# فرودگاه ائوموری
فرودگاه ائوموری (به انگلیسی: Aomori Airport) یک فرودگاه همگانی با کد یاتا AOJ است که یک باند فرود آسفالت بتن دارد و طول باند آن ۳۰۰۰ متر است. این فرودگاه در شهر آئوموری کشور ژاپن قرار دارد و در ارتفاع ۱۹۸ متری از سطح دریا واقع شده‌است.

## شرکت‌های هواپیمایی و مقصدهای پروازی

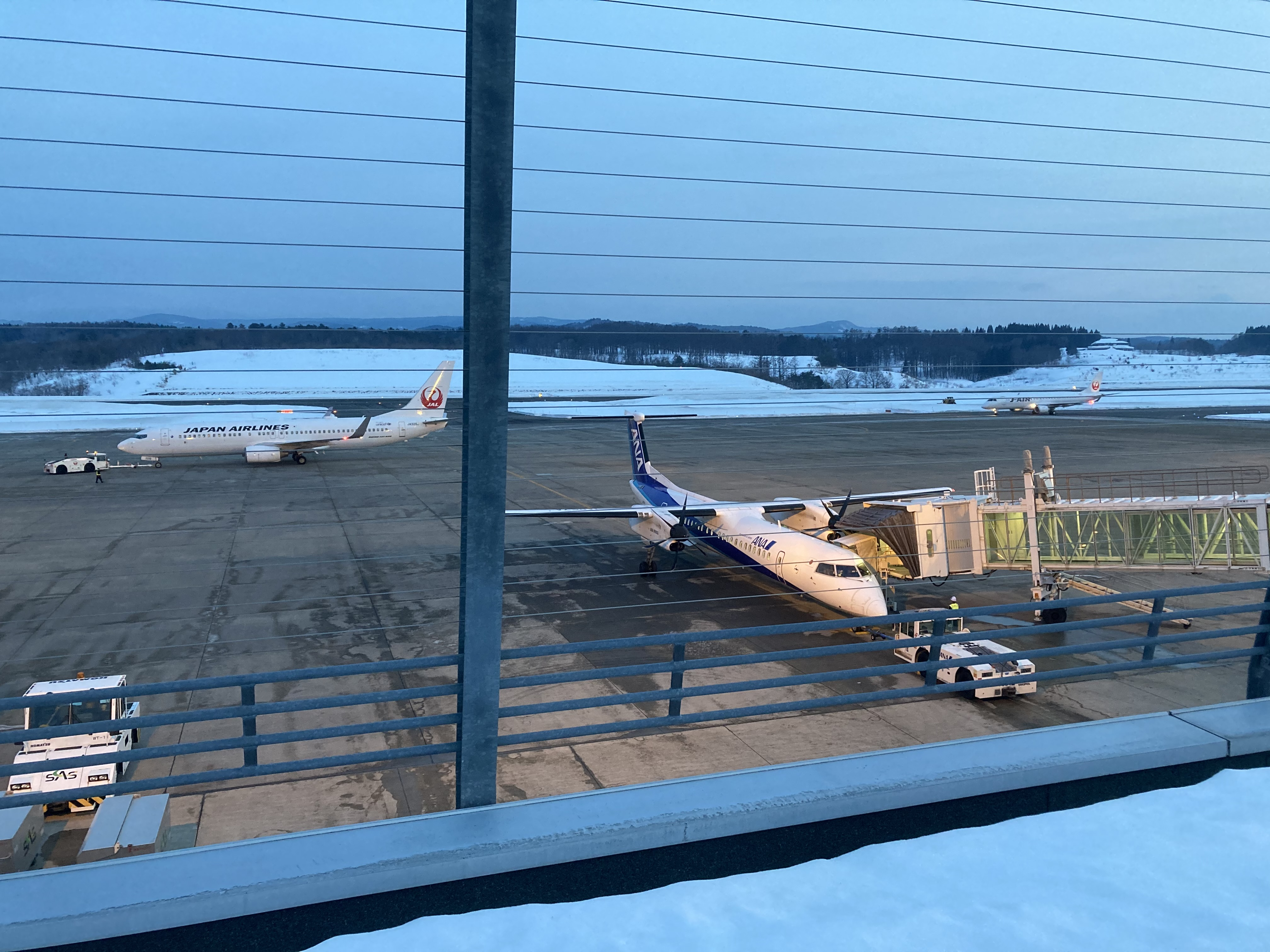
ترافیک در فرودگاه Aomori در عصر 14 فوریه 2021

| شرکت‌های هواپیمایی                   | مقصدهای پروازی         |
| ----------------------------------- | ---------------------- |
| آل نیپون ایرویز اجرا توسط ANA Wings | اوساکا، نیو چیتوز      |
| اوا ایر                             | چارتر: تائویوان تایوان |
| Fuji Dream Airlines                 | صحرایی ناگویا          |
| خطوط هوایی ژاپن                     | هانه‌دا                 |
| خطوط هوایی ژاپن اجرا توسط جی-ایر    | اوساکا، نیو چیتوز      |
| کورین ایر                           | اینچئون                |
| اوکی ایرویز                         | تیانجین بینهای         |
| تای ایرویز اینترنشنال               | چارتر: سووارنابومی     |